# Máquina de Atwood

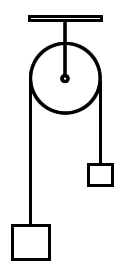
Representação esquemática de uma máquina de Atwood

A máquina de Atwood foi inventada em 1784 por George Atwood. É usada para demonstrações em laboratório das leis da dinâmica.
Consiste em dois corpos de massa m1 e m2 presos por uma corda que passa sobre uma roldana.

## Cálculo da aceleração
Analisando-se as forças é possível encontrar uma equação para a aceleração. Se for considerada uma corda sem massa e inelástica, e uma polia ideal sem massa, estando a corda tensionada é equivalente à força peso em m1 estar sendo aplicada também em m2, e a força peso em m2 estar sendo aplicada também em m1, disso, usando a Segunda Lei de Newton, pode-se chegar a uma equação para a aceleração:
Massa do sistema:
{\displaystyle \;m_{t}=(m_{1}+m_{2})}
(é o resultado da soma das massas dos elementos do sistema)
Força resultante aplicada no sistema:
{\displaystyle \;F_{r}=(m_{1}g-m_{2}g)=g(m_{1}-m_{2})}
Aceleração do sistema:
{\displaystyle \;a={F_{r} \over m_{t}}=g{(m_{1}-m_{2}) \over (m_{1}+m_{2})}}

## Cálculo da tração
Se não houvesse a corda ligando os dois corpos, a aceleração de m1 seria g, então pode-se chegar à força de tração, levando em consideração a aceleração do sistema, que é g - a (note que no corpo de maior massa o módulo da aceleração devido a corda é menor que o módulo de g, já no corpo de menor massa ele é maior que o módulo de g):
{\displaystyle \;T=(g-a)m_{1}}
(note que o resultado para m1 é o mesmo que o para m2)
{\displaystyle \;(g-a)=g-{(m_{1}-m_{2})g \over (m_{1}+m_{2})}={g(m_{1}+m_{2}) \over (m_{1}+m_{2})}-{(m_{1}-m_{2})g \over (m_{1}+m_{2})}={g(2m_{2}) \over (m_{1}+m_{2})}}
{\displaystyle \;T=g{2m_{2}m_{1} \over m_{1}+m_{2}}}

## Outras aplicações
Determinados experimentos em física propiciam a medição da viscosidade de um fluido com base na máquina de Atwood, colocando a queda (com aceleração conhecida no vácuo) de uma das massas estando então imersa num fluido.

## História
Inventada por George Atwood, sua descrição aparece, primordialmente, em "A Treatise on the Rectilinear Motion and Rotation of Bodies", publicado em 1784.